# NGC 1907
NGC 1907 (другое обозначение — OCL 434) — рассеянное скопление в созвездии Возничий.
Этот объект входит в число перечисленных в оригинальной редакции «Нового общего каталога».
Скопление находится рядом с M 38 и испытывает его приливное воздействие.